# Pardosa timidula
Pardosa timidula là một loài nhện trong họ Lycosidae.
Loài này thuộc chi Pardosa. Pardosa timidula được Carl Friedrich Roewer miêu tả năm 1951.